# Браунський університет
Браунський університет (або Університет Брауна, англ. Brown University) — один з найстаріших університетів США, входить до елітної Ліги плюща. Університет розташований у м. Провіденс, штат Род-Айленд. Університет був заснований 1764 року як Коледж Род-Айленда. 1804 року його перейменовали на честь Ніколаса Брауна, одного з випускників університету та члена сім'ї Браунів, які відігравали велику роль в організації та адміністрації університету.
Браунівський університет відомий своєю незвичайною навчальною програмою, т. зв. Новою програмою, розпочатою 1969 року. За цією програмою студенти мають повний вибір предметів (нема обов'язкових предметів) і можуть отримувати залік/незалік замість оцінки з кожного предмету, якщо їм так більше подобається.
Крім цього, Браунівський університет єдиний у США має факультети єгиптології та історії математики.

## Структура університету
Університет складається з кількох основних академічних відділень:
- Коледж для студентів-здобувачів ступеня бакалавра
- Магістратура та Аспірантура для здобувачів ступенів магістра і доктора філософії
- Два медичні відділення — Медична школа ім. Воррена Альперта та Школа громадського здоров'я, що випускають спеціалістів-медиків різного профілю.

Ступінь бакалавра наук або бакалавра мистецтв присуджують у таких галузях:
- Американська цивілізація
- Антропологія
- Антропологія-Лінгвістика
- Археологія Європи, Азії та Африки
- Архітектура
- Астрономія
- Біологія
- Біологія людини
- Біофізика
- Біохімія та Молекулярна біологія
- Обчислювальна біологія
- Геобіологія
- Геологія
- Геофізика
- Геохімія
- Державні та приватні організації
- Державна політика
- Давня історія
- Єгиптологія
- Образотворче мистецтво
- Інженерні науки:
  - Біо-медична техніка
  - Хімічне машинобудування
  - Будівництво
  - Обчислювальна техніка
  - Електротехніка
  - Матеріалознавство
  - Машинобудування
- Інженерні науки-Економіка
- Інженерні науки-Фізика
- Інформатика
- Інформатика — Економіка
- Дослідження Африки
- Дослідження Близького Сходу
- Дослідження Східної Азії
- Дослідження Німеччини
- Дослідження з урбаністики
- Дослідження про іспаномовних країнах
- Дослідження Італії
- Дослідження юдаїзму та єврейської культури
- Дослідження Латинської Америки
- Дослідження пізньої античності
- Дослідження Португалії та Бразилії
- Дослідження про країни, що розвиваються
- Дослідження з релігії
- Дослідження про роль гендеру
- Дослідження слов'янських народах
- Дослідження історії Середньовіччя
- Дослідження Франції
- Дослідження Південної Азії
- Історія
- Історія мистецтва та архітектури
- Класичні науки:
  - Латина
  - Грецька мова
  - Латина та Грецька мова
  - Класичні науки і Санскрит
- Квір-дослідження
- Когнітивна нейробіологія
- Когнітивні науки
- Лінгвістика
- Література та культура-Англійська мова
- Морська біологія
- Математика
- Математика-Інформатика
- Математика-Фізика
- Міжнародні відносини
- Музика
- Нейробіологія
- Охорона здоров'я
- Педагогіка: не спеціальність, дає сертифікат штату, який дозволяє викладати в середній школі
- Педагогічні науки
- Політологія
- Прикладна математика
- Прикладна математика-Біологія
- Прикладна математика-Інформатика
- Психологія
- Семіотика
- Семіотика-Французька мова
- Сучасна культура
- Сучасна культура-Німецька мова
- Сучасна культура-Італійська мова
- Соціологія
- Порівняльна філологія
- Статистика
- Театральне мистецтво
- Філософія:
  - Філософія
  - Етика та Політична філософія
  - Логіка та Філософія науки
- Фізика
- Хімічна фізика
- Хімія
- Екологія
- Економіка:
  - Економіка
  - Економіка та Бізнес
  - Математична економіка
- Етнологія
- Етика біології та медицини

## Відомі випускники і викладачі
- Леон Купер — американський фізик
- Джеральд Моріс Клеменс — американський астороном
- Тімоті Снайдер — американський історик Східної Європи
- Пітер Джекобсон — американський актор і композитор
- Флоренсіо Кампоманес — філіппінський шахіст
- Ніколаос (принц Греції і Данії)
- Маркус Ворд Ліон — американський зоолог
- Емма Вотсон  — британська акторка
- Лестер Френк Ворд — американський соціолог, один із засновників соціології в США.
- Катя Сикара — грецький професор Інституту робототехніки